# Grävenwiesbach
Grävenwiesbach – miejscowość i gmina w Niemczech, w kraju związkowym Hesja, w rejencji Darmstadt, w powiecie Hochtaunus.